# Rick Hill
Richard Hill dit Rick Hill est un homme politique américain né le 30 décembre 1946 à Grand Rapids (Minnesota). membre du Parti républicain, il représente l'unique district du Montana à la Chambre des représentants des États-Unis de 1997 à 2001.

## Biographie

### Jeunesse et carrière professionnelle
Rick Hill grandit dans le Minnesota. Il est diplômé en économie et science politique de l'université d'État de Saint Cloud en 1968. Il déménage dans le Montana trois ans plus tard, où il travaille dans le domaine des assurances. Il fonde R.A. Hill & Co., qu'il dirige de 1984 à 1992.
Après son retrait de la vie politique en 2001, Hill étudie à la faculté de droit en ligne de l'université Concord et passe le barreau de Californie. Son diplôme n'est cependant pas reconnu dans le Montana, où il ne peut exercer la profession d'avocat. Il travaille alors dans l'immobilier et l'industrie.

### Carrière politique

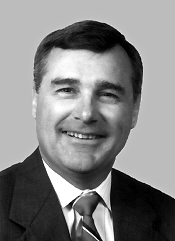
Portrait officiel de Rick Hill lors du.

En 1991, il devient président du Parti républicain du Montana. Directeur financier de la campagne de Marc Racicot en 1992, il est nommé à plusieurs postes par celui-ci une fois élu gouverneur.
Lors des élections de 1996, alors que le démocrate sortant Pat Williams (en) ne se représente pas, Hill est candidat à la Chambre des représentants des États-Unis. Il remporte la primaire républicaine avec 44 % des voix, devant l'assistant de Conrad Burns Dwight MacKay et le consultant et fermier Alan Mikkelsen. Il affronte alors le démocrate Bill Yellowtail, accusé d'avoir giflé sa femme vingt ans plus tôt, d'avoir vu une partie de son salaire saisi pour payer sa pension alimentaire et d'avoir cambriolé un magasin d'appareils photos lorsqu'il était à l'université. Hill est élu avec 52 % des suffrages contre 43 % pour Yellowtail.
Réélu en 1998 face à Dusty Deschamps, il choisit de ne pas se représenter deux ans plus tard pour des raisons de santé, liés à des problèmes de vue.
En juin 2012, après un an et demi de campagne, il remporte la primaire républicaine pour le poste de gouverneur du Montana avec 34 % des voix, devant six autres candidats. Lors de l'élection générale, il est battu de justesse par le démocrate Steve Bullock (47 % des suffrages contre 49 % pour Bullock et 4 % à un candidat libertarien).